# Cavignac vasútállomás
Gare de Cavignac vasútállomás Franciaországban, Cavignac településen.

## Vasútvonalak
Az állomást az alábbi vasútvonalak érintik:
- Chartres–Bordeaux-vasútvonal
- Ligne de Cavignac à Coutras

## Kapcsolódó állomások
A vasútállomáshoz az alábbi állomások vannak a legközelebb:
- Gare de Saint-Mariens - Saint-Yzan
- Gare de Gauriaguet